# Iglesia de Santo Domingo de Silos (Soria)
La Iglesia de Santo Domingo de Silos era una de las 35 parroquias con las que contaba la ciudad de Soria.

## Historia
La Iglesia de Santo Domingo de Silos aparecía en el censo de Alfonso X elaborado en el año 1270.
Esta iglesia se situaba en el campo de Santa Clara, frente al cuartel, antes convento de este nombre, en la calle de su nombre.
Desapareció en el siglo XVII.

## Descripción
Era una pequeña iglesia, como casi todas las parroquias que aparecían en el censo de Alfonso X elaborado en 1270 y de estilo románico. Estaba muy cerca del Convento de Santa Clara.
Desapareció en el siglo XIX.